# 约翰·亨利·坡印廷

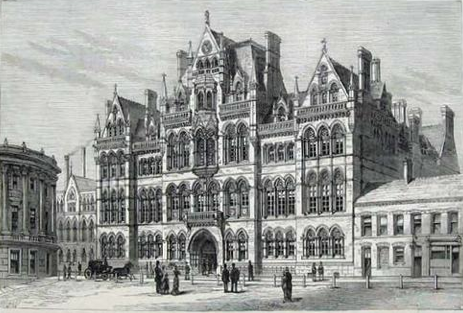
梅森科学学院（1964年拆除）

约翰·亨利·坡印廷（英語：John Henry Poynting，FRS，1852年9月9日—1914年3月30日），英国物理学家。1880年至1900年担任梅森科学学院物理学教授，之后担任伯明翰大学教授直至去世。坡印廷最为知名的贡献为电磁场理论中坡印廷矢量及坡印廷定理，在天体物理、连续体物理等领域也有建树。

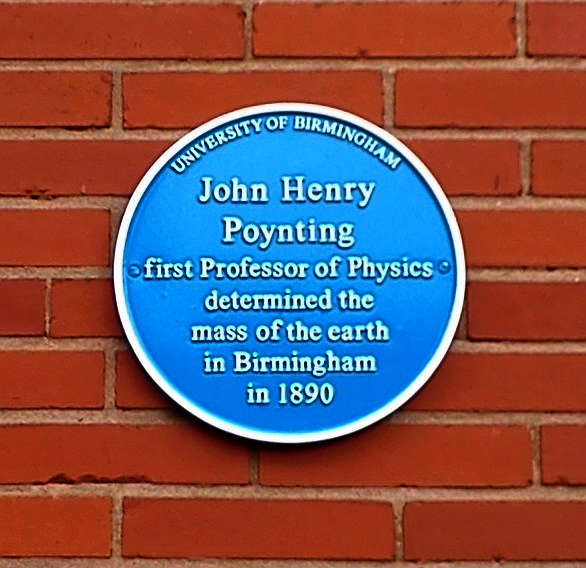
伯明翰大学–坡印廷物理大楼，蓝色纪念牌

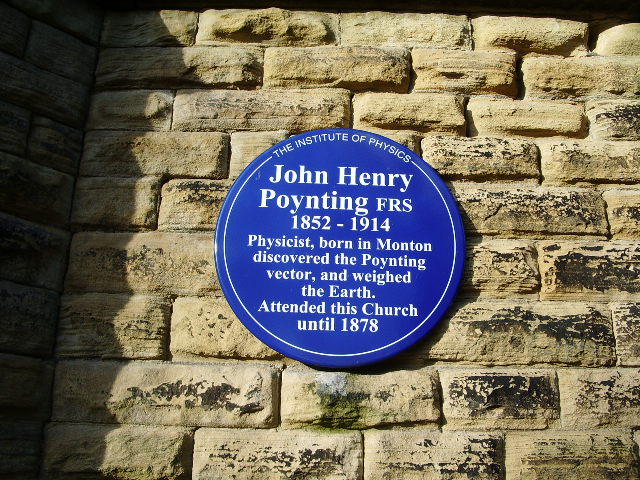
蓝色纪念牌，索尔福德物理研究所

## 生平
1852年，约翰·亨利·坡印廷出生于英国兰开夏郡埃克尔斯。1846至1878年间他的父亲在当地一个一位论派教堂担任牧师，坡印廷即出生在这座教堂的牧师公寓里。孩提时代，坡印廷就在教堂附近一所由他父亲开办的学校上学。1867年至1872年，他就读于曼彻斯特维多利亚大学（今曼彻斯特大学），在物理学专业师从奥斯鲍恩·雷诺和巴尔福·斯图尔特。1872年至1876年坡印廷在剑桥大学进行数学研究，师从爱德华·劳斯，并获得较高的声誉。1870年代后期，他还在剑桥大学的卡文迪许实验室工作，当时的实验室主任是詹姆斯·克拉克·麦克斯韦。1880年至1900年担任梅森科学学院物理学教授，之后担任伯明翰大学教授直至去世。
1884年，坡印廷发表了关于电磁能流密度矢量电磁场能量守恒的研究，后来电磁能流密度矢量和电磁场能量守恒关系的偏微分方程被分别称为坡印廷矢量和坡印廷定理。此外，他还在1893年使用创新的方法对牛顿万有引力方程中的万有引力常数进行了测量。1903年，他提出太阳的辐射压可导致环绕其运行的物体被逐渐拉向太阳。该效应在1937年被霍華德·珀西·羅伯遜用相对论重新描述，并命名为坡印亭-羅伯遜效應。1905年，坡印廷发现当一个弹性立方体受到剪切形变时，在与剪切面正交的方向上会出现应力。这种效应也被称为坡印廷效应。
1901年，伯明翰大学授予坡印廷荣誉理学硕士学位。1907年，坡印廷在一个关于地球气温变化的讨论中，首次提出了“greenhouse effect”一词，即温室效应。
坡印廷和诺贝尔奖得主约瑟夫·汤姆孙共同编写了一套物理学本科教材——《一本物理学课本》（英語：A Textbook of Physics），这套教材出版后持续印刷了五十年，并在二十世纪初的几十年里被广泛使用。坡印廷撰写了这套书中的大部分内容。

## 影响
坡印廷最有名的学生之一，阿弗雷德·洛特卡从坡印廷这里得到启发，将数学的思想运用于生物学。他以在生态学中的族群动力学及能量学研究闻名。
火星和月球上都有以坡印廷命名的环形山。伯明翰大学物理与天文学院的主要建筑和一个学会亦用坡印廷命名，分别为坡印廷物理大楼和坡印廷物理学会。

## 著作
- 1884 A Comparison of the Fluctuations in the Price of Wheat and in the Cotton and Silk Imports into Great Britain, Journal of the Royal Statistical Society; 47, 1884, pp. 34–64
- 1911 A Text-book of Physics: volume III: Heat London, C. Griffin
- 1913 The earth; its shape, size, weight and spin Cambridge University Press
- 1914 A Text-book of Physics: Electricity and Magnetism. Pts. I and II: Static electricity and magnetism London, C. Griffin
- 1920 Collected Scientific Papers Cambridge University Press